# Cyrkuł stopnicki
Cyrkuł stopnicki (niem. Stopnicer Kreis) – jednostka administracyjna Cesarstwa Austrii w latach 1797/1801–1803, należąca do kraju koronego Nowa Galicja. Powstała na części obszaru zagarniętego przez Austrię wskutek III rozbioru Polski. Siedzibą cyrkułu była Stopnica.

## Historia
Cyrkuł stopnicki powstał między 1797 a 1802 z obszaru zniesionego cyrkułu kieleckiego. Był jednym z 12 cyrkułów Nowej Galicji, podporządkowanych Gubernium Krajowemu dla Galicji Zachodniej w Krakowie. W 1802 od cyrkułu stopnickiego odłaczono Kielce, włączając je do cyrkułu koneckiego, oraz Działoszyce, włączając je do nowo utworzonego cyrkułu słomnickiego (utworzonego z ziem przyłączonych od Prus.
- Miasta (1803): Busko, Chmielnik, Nowe Miasto (Korczyn), Oleśnica, Opatowiec, Pacanów, Pierzchnica, Pińczów, Skalbmierz, Sobków, Stopnica, Szydłów, Wiślica[3].

Na podstawie dekretu cesarza Franciszka II z 13 maja 1803, z dniem 1 listopada 1803 Nowa Galicja została podporządkowana  Gubernium Galicji we Lwowie. Wtedy też dokonano zmniejszenia liczby cyrkułów o połowę łącząc ze sobą sąsiednie cyrkuły. Każdy cyrkuł był podzielony na trzy okręgi. Zniesiony cyrkuł stopnicki wszedł wtedy (wraz ze zniesionym cyrkułem koneckim) w skład reaktywowanego cyrkułu kieleckiego, który został podzielony na okręgi Kielce, Opoczno i Stopnica.